# Sugar Blue
Sugar Blue (* jako James Whiting; 16. prosince 1949, Harlem, New York, USA) je americký rockový a bluesový hráč na foukací harmoniku a zpěvák. Je držitelem ceny Grammy. Nejvíce se pravděpodobně proslavil spoluprací se skupinou The Rolling Stones. Spolupracoval také s českým baskytaristou Jiřím Kozlem a jeho skupinou George Kay Band.